# 작은껍질화석
작은껍질동물군(small shelly fauna), 작은껍질화석(small shelly fossils), 혹은 초기골격화석(early skeletal fossils) 은 광물화된 화석으로 대부분 수 밀리미터 길이 정도의 크기를 가진다. 화석기록은 에디아카라기의 최후기부터 초기 캄브리아기 말기까지 계속해서 발견된다. 형태적으로 매우 다양하며 "작은껍질동물군" 이나 "작은껍질화석"에 대한 공식적인 정의는 존재하지 않는다. 대부분 삼엽충 등과 같이 사람들에게 익숙한 화석들보더 더 오래된 시기의 암석에서 발견된다. 거의 모든 작은껍질화석이 빠르게 인산염암으로 덮이면서 보존되었으며 이런 보존방식이 후기 에디아카라기와 초기 캄브리아기에 국한되어 나타나기 때문에 이런 화석을 만들어낸 동물들은 이 시기보다 먼저 등장해 더 이후까지 지속되었을 가능성이 있다.
수수께끼의 생물인 클라우디나와 달팽이같은 형태의 연체동물을 포함하여 이들 중 일부는 작은 유기체의 전체 골격을 이룬다. 하지만 작은껍질화석 중 많은 수는 해면동물, 연체동물, 민달팽이 비슷한 할키에리아류, 완족류, 극피동물, 그리고 절지동물의 조상과 가까운 관계였을 유조동물 비슷한 생물 등 더 큰 유기체의 껍질 조각이나 흩어진 유해에 해당한다.
작은껍질화석의 겉모습 - 그리고 광물화된 골격의 진화 - 를 설명하기 위한 초기의 시도 중 하나로 해수의 칼슘 농도가 급격히 증가했기 때문이라는 주장이 있었다. 하지만 작은껍질화석 중 다수가 규산염 등 칼슘을 포함하지 않은 광물로 구성되어 있다. 최초의 작은껍질화석은 포식자를 피하기 위하여 구멍 속으로 숨는 유기체와 거의 비슷한 시기에 등장했기 때문에 작은껍질화석이 포식자와 피식자 사이에 일어나는 진화군비경쟁의 초기 단계를 보여주는 것일 가능성이 더 높다. 또 한 편으로는, 광물화된 골격을 만드는 것이 곤충처럼 유기물로만 이루어진 외골격을 만드는 것보다 더 강하고 손쉽기 때문에 진화했을 가능성도 있다. 어떻든 간에 당시 동물이 가장 쉽게 구할 수 있는 광물을 이용했다는 것은 사실이다.
작은껍질화석은 크기가 작은 데다가 일부만 발견되는 경우가 많아서 동정 및 분류가 쉽지 않지만 해양 무척추동물의 주류가 어떻게 진화했는지, 그리고 특히 캄브리아기 폭발에서 진화의 속도와 패턴이 어떠했는지를 알 수 있게 해주는 매우 중요한 증거이다. 현생 문에 속하는 가장 오래된 생물들을 포함하고 있는 것은 물론이고, 몸에 단단한 부분이 있는 캄브리아기 초기 유기체들의 거의 연속적인 기록을 보여준다는 것은 큰 장점이다.

## 발견의 역사
"작은껍질화석"이라는 용어는 1975년 새뮤얼 매튜스와 V. V. 미사르제프스키가 처음 사용했다. 이 용어는 다소 부정확한 것인데, 스테판 벵트손이 말했듯이 "작은껍질화석 중에는 그리 작지 않은 것도 있고, 껍질이 아닌 것도 있다. 플라이스토세의 총알고둥도 작은껍질화석이라고 지칭할 수 있을 것"이기 때문이다. 고생물학자들은 더 나은 명칭을 생각해내지 못했고, "작고 바보같은 화석(small silly fossils)" 라든가 "작고 냄새나는 것(small smellies)"라는 식으로 좌절감을 표출하곤 한다. 종종 "스몰 셸리" 나 "SSF" 로 줄여서 표기한다.

나중에 나타난 껍질을 가진 유기체들의 온갖 형태적 특징들 중 절대다수를 작은껍질화석에서도 찾을 수 있다. "작은껍질동물군" 이나 "작은껍질화석" 혹은 그 비슷한 용어들의 공식적인 정의를 시도한 사람은 아무도 없다.
작은껍질화석에 속하는 화석 표본과 풍부한 컬렉션들이 1872년와 1967년 사이에 발견되었으나 누구도 초기 캄브리아기 화석에 전통적으로 인지되어 온 삼엽충, 고배류 등의 화석 외에 다양한 종류의 동물이 포함되어 있다는 결론을 끌어내지는 못했다. 1960년대 후반, 소비에트 연방의 고생물학자들이 캄브리아기 삼엽충을 포함한 지층보다 더 하부에 위치한, 따라서 더 오래된 지층에서 작은껍질화석을 대량으로 발견하였다. 이 발견에 대해 기술한 논문은 러시아어로 쓰여졌기 때문에 1975년에 매튜스와 미사르제프스키의 논문이 러시아어를 쓰지 않는 지역에 작은껍질화석에 대해 널리 주의를 끌었던 최초의 논문이었다.
그 이전에도 이미 초기 동물의 진화에 대한 격렬한 논쟁이 있었다. 프레스턴 클라우드는 1948년과 1968년에 이 과정이 "폭발적"이었다고 주장했으며 1970년대 초에는 나일스 엘드리지와 스티븐 제이 굴드가 진화를 거의 정지상태에 가까운 긴 기간이 짧은 기간 동안의 급격한 변화에 의해 "끊어진다"고 보는 단속평형설을 발전시켰다. 다른 한 편으로는 와이어트 더럼과 마틴 글래스너는 서로 비슷한 시기에 동물계가 원생대의 오랜 기간 동안 화석이 없었기 때문에 드러나지 않는 역사를 가지고 있을 것이라는 주장을 펼쳤다.

## 산출
작은껍질화석은 중국, 몽골, 카자흐스탄, 호주, 그리고 남극에서 풍부하게 발견되었고, 인도, 파키스탄, 이란, 유럽과 북아메리카에서도 상당량이 발견되었다. 작은껍질화석이 생존했던 시대범위에 대해서는 여러 관점이 존재한다. 1960년대 후반에 러시아에서 발견된 것은 캄브리아기의 토모트절에 해당하며 한동안 "작은껍질동물군"이라는 용어는 이 시기의 화석에만 적용되었다. 반면 벵트손은 에디아카라기의 클라우디나와 토모트절 이후의 화석인 마오톈산 셰일 라거슈테테에서 발견된 미크로딕티온 등을 "작은껍질화석"에 포함시켰다. 작은껍질화석은 삼엽충 화석이 있는 지층에서도 발견되었다. 캄브리아기 보토마절이 끝날 무렵 있었던 대량멸종으로 작은껍질화석은 일부를 제외하고는 멸종한 것으로 알려졌으며 살아남은 종류로는 할키에리아류, 위왁시아류, 그리고 포제타이아 등이 있다.

## 보존형태
언제나 그런 것은 아니지만 작은껍질화석은 대부분 인산염암으로 보존된다. 일부 껍질은 원래 인산염 성분으로 되어 있는 경우도 있으나 많은 경우 원래 방해석이었던 것이 인산염으로 치환된 것이다. 이들 화석은 석회암을 약한 산, 주로 아세트산에 담가 두는 방식으로 추출된다. 석회암이 녹아서 없어지면 인산염으로 치환된 화석이 남는다. 인산염 성분의 미화석이 보존되는 경우는 캄브리아기 초기 이후에는 드물어지는데, 아마도 구멍을 파는 동물들에 의한 바다 밑바닥의 교란이 증가한 결과일 것이다. 인산염 치환에 의한 화석 생성이 드물어지면 작은껍질화석은 보존되지 않았을 가능성도 높아지며 암석에서 추출해 내는 것은 불가능해진다. 따라서 작은껍질화석을 만들어 냈던 동물들은 초기 캄브리아기 이후에도 살았을 가능성이 있고, 캄브리아기 말에 대부분의 작은껍질화석이 멸종한 것처럼 보이는 것은 착시일 수 있다. 수십년 동안 "갑옷판"을 지닌 할키에리아류가 작은껍질화석의 일반적인 형태이며 보토마절 말의 대량멸종 때 사라졌을 것이라고 생각되었다. 하지만 2004년에 할키에리아류의 갑옷판이 오스트레일리아의 중기 캄브리아기, 즉 보토마절 말기보다 1천만년 정도 이후 시기의 암석에서 보고되었다.

## 광물성분
작은껍질화석은 다양한 광물로 구성되는데 가장 중요한 것은 규산염, 인산칼슘 그리고 탄산칼슘이다. 각 유기체가 사용하는 광물은 해당 유기체가 처음 진화한 바다의 화학적 조성에 영향을 받으며 해수의 화학적 조성이 변하더라도 원래의 광물이 이용된다. 예를 들어 에디아카라기와 캄브리아기의 네마킷-달디니안절에 탄산칼슘을 이용하던 동물들은 원래 아라고나이트라는 광물을 이용했다. 반면 그 다음 시기인 토모트절에 처음 나타난 동물들은 다른 석회암 광물인 방해석을 이용했다.
최근 심해 열수분출공 가까이에서 발견된 현생 복족류는 원래 이용하던 광물과 국지적으로 사용 가능한 화학성분이 모두 중요하다는 것을 보여주고 있다. 이 복족류의 껍질은 아라고나이트로 이루어져 있는데, 이것은 가장 오래된 화석 연체동물에서도 발견된다. 하지만 이 복족류는 발의 측면에도 갑옷판을 가지고 있고 이것은 황화철인 황철석과 그레이자이트로 이루어져 있다. 이 광물들은 어떤 후생생물의 몸에서도 발견된 적이 없으나 열수분출공에서는 다량으로 발견되는 원소들로 만들어진다.
작은껍질화석 안에서도 껍질을 만드는 방식은 매우 다양하며 대부분의 경우 정확한 기작은 알려져 있지 않다.

## 골격의 진화와 생광물화
생광물화는 유기체가 광물을 이용해 몸의 일부를 만들어내는 것을 말한다. 생광물화의 진화를 설명하기 위한 가설 중에는 이것이 바다의 화학적 조성 변화에 대한 생리적 적응이었다는 주장, 포식자로부터 자신을 방어하기 위한 것이었다는 주장, 몸집을 더 키울 수 있는 기회였다는 주장 등이 있다. 작은껍질화석에서 생광물화의 기능은 다양하다. 일부는 아직 우리가 이해하지 못하고 있으며, 일부는 몸을 보호하는 갑옷의 기능, 일부는 골격의 기능을 한다. 골격은 동물의 몸에서 비교적 단단한 구조를 의미하며 꼭 마디가 있어야 한다거나 생광물화가 되어야 할 필요는 없다. 일부 작은껍질화석은 골격이 아닐 수도 있지만 모든 작은껍질화석은 껍질을 가지고 있으므로 그 정의상 생광물화된 것이다. 골격은 여러 가지 장점을 제공한다. 예를 들면 몸을 보호하거나 지지하는 데 이용될 수 있고, 바닥 표면에 달라붙는 데 이용될 수도 있고, 근육이 작용할 때 받침대나 지렛대로 작용할 수도 있으며 바닥을 이동할 때 마찰력을 만들어내거나 먹이를 다루는 데, 먹을 것을 걸러내는 공간, 혹은 생존에 필수적인 물질을 저장하는 데 사용될 수도 있다.
에디아카라기-캄브리아기 경계에서 해양 칼슘 농도가 높아지는 것에 대한 반응으로 생광물화가 진화했다는 주장이 종종 제기되었다. 생광물화의 주된 이점은 유기체의 내부 대사과정을 방해할 수 있는 광물을 피해 없이 저장할 수 있다는 점이다. 예를 들면 미하일 A. 페돈킨은 먹이사슬의 길이가 증가하여 먹이사슬의 상위에 있는 동물에게 상대적으로 몸 크기에 비해 더 많은 노폐물과 독소가 축적되면서 생광물화가 먹이와 함께 섭취한 과잉 탄산염과 규산염을 분리해내는 방법이 되었으리라고 주장했다. 하지만 필요없는 광물을 안전하게 제거하기 위한 방법으로 생광물화를 통한 골격 형성은 꽤 값비싼 방법인데, 그 이유는 유기물로 이루어진 기질(matrix)가 골격 형성에 들어가는 주된 비용이며 이것은 단백질과 다당류로 이루어지고 광물이 여기에 달라붙어 복합 물질을 형성하기 때문에다. 생광물화가 변화하는 해양 화학조성에 대한 반응이라는 생각 역시 방해석, 아라고나이트, 인산칼슘과 규산염으로 만들어진 작은껍질화석들이 여러 환경에서 거의 동시에 나타났다는 것을 고려해 보면 근거가 약하다.
이와 비슷한 시기에 포식을 피하기 위해 바닥을 파고 들어가는 유기체가 나타났다. 예지 지크(Jerzy Dzik)는 골격의 생광물화가 포식자로부터 자신을 방어하기 위한 것이며 이것이 진화 군비 경쟁의 시작이라고 주장했다. 지크는 자신을 보호하기 위한 방책으로 무기물을 붙여서 만든 최초의 보호 "골격"이 이 시기에 나타났다는 것을 또 다른 예로 들었다. 운모 조각으로 덮인 튜브를 만들어낸 초기 캄브리아기의 벌레인 오누피오넬라가 여기에 해당된다. 이러한 전략은 유기체가 필요한 물체를 모아 붙일 수 있게 해주는 해부학적 적응은 물론 이러한 행동을 조절할 수 있게 해줄 정도의 복잡성을 지닌 신경계를 필요로 한다.
반면, 버나드 코헨은 방어보다는 "공학적" 이유로 생광물화된 골격이 생겨났다고 주장했다. 먹잇감이 되는 동물들은 이동성이나 날카로운 감각, 화학적 방어, 그리고 숨기 등 다양한 방어전략을 쓸 수 있다. 광물과 유기물의 복합체는 유기물로만 만들어진 골격보다 더 비용이 적게 들면서도 더 강력하다. 이 두 가지 장점으로 인해 동물은 더 크게 자랄 수 있게 되었고 근육을 더 많이 가질 수 있게 되었다. 동물이 일정 크기 이상으로 커지면 유기물만 이용해서는 근육이 잡아당기는 힘을 버틸 만큼 단단한 골격을 만들 수가 없다. 현생 완족동물의 발생과정에서 전체가 유기물로 이루어진 껍질에서 광물과 유기물이 복합체를 이루는 껍질로 바뀌어 가는 모습을 볼 수 있다. 이런 과정은 이 생물의 진화적인 발생과정에 대한 실마리를 제공하는 것일 수도 있다. 생광물화를 통해 단단한 외골격이 진화하자 포식자 쪽에서는 껍질을 뚫을 수 있게 구멍을 파는 능력을 갖추거나 화학적 무기를 개발하는 군비 경쟁이 시작되었고, 그 반대급부로 먹잇감이 되는 일부 동물들은 더 무겁고 뚫기 힘든 껍질 등을 진화 시켰다.
페돈킨은 캄브리아기가 시작될 무렵 생광물화가 나타난 것에 대한 또다른 설명을 제시했다. 에디아카라 생물군은 찬 물에서 진화해 번성했는데, 찬 물에서 생활함에 따라 신진대사가 느렸고 생광물화를 위한 에너지를 마련하는 것이 힘들었다. 하지만 캄브리아기가 시작될 무렵 지구 온난화가 있었다는 증거가 있고, 이로 인해 생광물화가 쉬워졌을 수 있다. 비슷한 패턴이 현생 해양 동물에게서도 보이는데, 생광물화를 통해 만들어진 골격은 열대지방보다 극지방의 물 속에서는 더 드물고 더 부서지기 쉬운 경향을 보인다.

## 진화적 중요성
어떤 곳에서는 클라우디나화석의 20% 정도에서 포식자가 만든 것으로 보이는 구멍이 발견된다. 마찬가지로 껍질을 가졌으며 클라우디나와 유사한 화석인 시노튜불리테스는 종종 클라우디나와 같은 장소에서 발견되지만 시노튜불리테스에서는 이러한 구멍을 찾아볼 수 없다. 게다가 클라우디나에서 보이는 구멍의 분포를 보면 크기에 따른 선택이 있었던 것으로 보인다. 가장 큰 구멍이 가장 큰 껍질에서 발견되는 것이다. 포식자의 "선택적" 공격에 대한 이러한 증거를 보면 포식에 대한 반응으로 새로운 종이 생겨났을 수 있으며 이것이 초기 캄브리아기에 동물들이 급속히 다양해진 이유였을 가능성이 제기되곤 한다.

## 작은껍질화석의 종류

### 에디아카라기의 작은껍질화석
에디아카라기의 작은껍질화석은 그 형태에 있어서 다양하지 못한 편이다. 전체, 혹은 부분적으로 광물화된 관 형태가 일반적이며 이런 형태들이 섞여 컬렉션을 이룬다. 이 화석의 구조와 조성은 다양한 편이다. 표본들은 유공충류, 자포동물, 다모류 그리고 날개갯지렁이류 환형동물, 성구동물 등 여러 분류군에 속하는 것으로 알려져 있다. 클라우디나의 "튜브"는 8~150mm 정도의 길이를 가지는 겹쳐진 원뿔 모양이며 탄산칼슘으로 생광물화되어 있으나 원뿔들 사이 간격은 광물화되지 않은 부분이 있다. 시노튜불리테스는 길고 가느다란 관을 만들었고, 이 관은 더 유연했으나 아마도 광물화된 융기를 가지고 있었을 것이다.
나마포이키아는 해면동물, 또는 산호와 유사한 유기체였을 것으로 보이며 탄산칼슘을 이용해 길이가 최고 1m에 달하는 집을 만들었다.
골침은 규산염으로 만들어진 가시, 혹은 가시가 별 모양으로 뭉쳐진 것으로 해면동물의 유해로 생각된다.
나마칼라투스는 아마도 해파리나 산호와 가까운 관계인 자포동물이었을 것으로 보이는데 30mm 정도 되는 기둥을 가진 포도주잔처럼 생긴 집을 만들었다. 이런 것을 "줄기가 달린 껍질" 형태라고 부른다.

### 캄브리아기의 작은껍질화석
초기 캄브리아기의 화석에서는 관과 골침 모양의 화석이 더 풍부하고 다양해지며 새로운 형태의 작은껍질화석이 나타난다. 그 중 많은 수가 연체동물이나 민달팽이처럼 생긴 할키에리아류, 완족동물, 극피동물, 그리고 절지동물의 조상과 가까운 관계였다고 생각되며 유조동물과 유사한 형태를 가진 생물 등 잘 알려진 생물들이 만들어낸 것으로 보인다. 아나바리티드, 히올리텔루스, 토렐렐라 등과 같이 다양하고 정체를 알 수 없는 관 모양의 화석들이 캄브리아기 극초기의 작은껍질화석군을 대표한다.

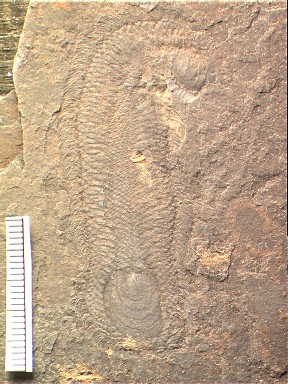
측면과 후면에 수많은 골편을 가지고 있으며 양쪽 끝에 모자 같은 형태의 껍질을 가진 할키에리아의 화석

캄브리아기 작은껍질화석은 골편으로 구성되어 있다. 골편은 할키에리아나 "비늘벌레"와 같은 초기 동물의 외부 갑피를 구성하는 조각이다. 드물기는 하지만 원래 모습이 거의 온전히 남아있는 것을 "골편체"라고 한다. 많은 경우 골편을 가지고 있던 생물의 몸 형태, 그리고 해당 동물의 몸에 골편이 어떻게 분포되어있는지는 알려지지 않았다. "갑옷같은 외피"는 동물이 죽고 나면 대개는 흩어져버리고 그 조각은 분산되어 간혹 화석화되기도 한다. 이들 요소를 재구성하는 것은 보통 예외적으로 잘 보존된 라거슈테테에서 전체 모습이 고스란히 화석으로 발견되어야만 가능하다. 이런 발견을 통해 고생물학자들은 마이카넬라의 경우처럼 그와 비슷하게 생긴 다른 조각들에 대해서도 이해할 수 있게 된다.
상당수의 골편은 "체강골편"이라고 불리는 종류인데, 이것은 원래 유기질 조직으로 채워져 있던 공간을 광물화된 껍질이 둘러싸는 형태이며 이런 화석들에서는 보통 첨가생장의 증거를 찾아볼 수는 없다. 체강골편이 서로 다른 여러 종류의 동물에서 독립적으로 진화한 것인지, 아니면 공통조상으로부터 물려받은 것인지는 분명하지 않다. 할키에리아류는 비늘, 혹은 가시 모양의 체강골편을 만들어 내며 전체 표본을 보면 이들이 민달팽이 형태의 몸을 가졌고 골편 외에도 몸의 양쪽 끝에 모자 형태의 판상 껍질을 가지고 있었다는 것을 보여준다. 칸셀로리아류는 별 모양의 봉합 체강골편을 만들어낸다. 이들은 선인장처럼 생긴 동물로 알려져 있으며 내부는 해면동물와 유사한 것으로 보고되어 있으나 할키에리아류와 더 가까운 관계였을 가능성도 있다.

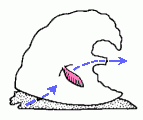
자그마한 헬키오넬라류 화석인 요켈키오넬라는 초기 연체동물인 것으로 생각된다. 이 복원도는 껍질 아래로 물이 흘러들어와 아가미 위쪽을 거쳐 "배출관"으로 나가는 모습을 보여준다.

일부 골편은 탄산칼슘이 아닌 인산칼슘으로 광물화되어 있다. 토모티아류의 골편은 다양한 형태와 내부구조를 가지고 있으며 실제로는 다계통군에 해당할 수 있다. 다시 말해 토모티아류는 인산염으로 이루어진 골편체를 공통조상으로부터 물려받은 것이 아니라 독립적으로 발달시킨 것일 수 있다. 반면 이들은 얼핏 보기에 이매패류 연체동물과 비슷해 보이는 현생 완족동물의 조상과 가까운 관계일 가능성도 있다. 완족동물은 살로 만들어진 가지를 가지고 있으며 내부 구조가 이매패류와는 다르다. 일부 골편과 작은 "잔해"들은 극피동물의 흔적으로 보인다. 다른 인산염 성분 골편에는 이빨 형태, 고리 형태, 그리고 판 모양의 물체들이 있으며 대부분 기원은 알려지지 않았따. 하지만 그 중 일부는 미크로딕티온을 포함하는 엽족동물에 의해 만들어진 것이라고 알려져 있다. 엽족동물은 다리가 달린 지렁이처럼 생겼으며 절지동물의 조상과 가까운 관계라고 생각된다.
한 장, 혹은 두 장의 껍질로 이루어진 화석은 상당히 흔하게 발견된다. 모자 형태의 껍질은 이 껍질을 만든 동물을 덮고 있던 유일한 골편이라고 생각되며, 다른 종류들 중에는 할키에리아의 외피처럼 복잡한 갑옷을 이루는 껍질들도 알려져 있다. 헬키오넬라류는 초기 연체동물로 달팽이와 같은 껍질을 가지고 있던 것으로 생각된다. 일부는 움푹 들어간 껍질의 가장자리에 수평으로 뻗은 "배출관"을 가지고 있는데, 이것이 앞쪽으로 뻗은 것인지 뒤쪽으로 뻗은 것인지에 대한 논쟁이 있다. 히올리트는 작은 원뿔 모양의 껍질을 남겼다. 이들은 연체동물이었을 수도, 지렁이와 비슷한 시푼쿨라류였을 수도 있다. 껍질을 하나만 가진 연체동물의 화석도 캐나다에서 발견되었다. 일부 한 쌍의 껍질을 가진 화석에서 완족동물과 이매패류 연체동물처럼 두 판이 여전히 연결된 채로 발견되는 경우도 있다. 고둥류가 껍질의 입구를 막기 위해 사용하는 뚜껑과 닮은 화석도 발견되었고 이것은 원뿔 모양의 껍질을 가지는 히올리트의 것으로 생각된다.
조개처럼 두 개의 껍질을 가지는 작은 절지동물이 중국의 초기 캄브리아기 지층에서 발견되었으며, 이런 절지동물의 외피에서 떨어져 나간 가시로 보이는 화석(몽골리튜불루스 Mongolitubulus henrikseni)도 발견되었다.

### 캄브리아기 이후의 작은껍질화석
캄브리아기 이후의 작은껍질화석은 현생 생물의 형태를 알아보기 쉬운 것으로 변하기 시작했다. 오르도비스기 중기가 되면 작은껍질화석의 대부분은 연체동물, 주로 복족류의 어린 형태를 가지게 된다.